# Luoding
Luoding (罗定 ; pinyin : Luódìng) est une ville de la province chinoise du Guangdong. C'est une ville-district placée sous la juridiction de la ville-préfecture de Yunfu.
L'historie de ville de Luoding: Dès il y a 10 000 ans, il existait des personnes anciennes habitées dans la ville de Luoding. Fameux monument est le roc sculpter appel Long an yan (chinois traditionnel; 龍 盦 巖 石窟)

## Démographie
La population du district était de 1 044 980 habitants en 1999.